# رناتو کاپلینی
رناتو کاپلینی (به ایتالیایی: Renato Cappellini) بازیکن فوتبال و اهل ایتالیا است که از سال ۱۹۶۷ میلادی عضو تیم ملی فوتبال ایتالیا بوده و در ۲ بازی ملی حضور داشته‌است. او در بازی‌های ملی‌اش ۱ گل به ثمر رساند.
رناتو کاپلینی آخرین بازی ملی خود را در سال ۱۹۶۷ میلادی انجام داد.